# Gorán
A Gorán horvát eredetű férfinév. Jelentése hegyen, hegyekben született ember (erős, bátor).

## Gyakorisága
Az 1990-es években a Gorán szórványos név, a 2000-es években nem szerepel a 100 leggyakoribb férfinév között.

## Névnapok
- július 27.
- február 24. (Horvátország)

## Híres Goránok
- Goran Ivanišević teniszező
- Goran Višnjić színész